# Macouniella californica
Macouniella californica là một loài Rêu trong họ Leucodontaceae. Loài này được (Sull.) Kindb. mô tả khoa học đầu tiên năm 1897.